# Ankijabe
Ankijabe is een plaats en commune in het noordwesten van Madagaskar, behorend tot het district Ambato Boeny, dat gelegen is in de regio Boeny. Tijdens een volkstelling in 2001 telde de plaats 19.000 inwoners.
De plaats biedt enkel lager onderwijs. 55 % van de bevolking werkt als landbouwer, 32 % houdt zich bezig met veeteelt en 10 % verdient zijn brood als visser. Het belangrijkste landbouwproduct is rijst; andere belangrijke producten zijn pinda's, mais en zoete aardappelen. Verder is 3% actief in de dienstensector.